# مارجانا ناسوا
مارجانا ناسوا (انگلیسی: Marjana Naceva؛ زادهٔ ۱۶ ژانویهٔ ۱۹۹۴) بازیکن فوتبال اهل مقدونیه شمالی است.
وی همچنین در تیم ملی فوتبال North Macedonia بازی کرده‌است.